# Calgary
Calgary este cel mai mare oraș din provincia canadiană Alberta care număra, conform recensământului din aprilie 2006, 988.193 locuitori (1.042.892 locuitori în 2008) și 1.162.100 locuitori, luând în considerație aria metropolitană, plasându-l astfel, pe locul 5 în topul metropolelor canadiene. Se situează în partea sudică a provinciei Alberta, la limita dintre Munții Stâncoși și preria canadiană, în coridorul fertil Calgary-Edmonton.
Este cel mai mare oraș canadian între Toronto și Vancouver. Își trage numele de la o plajă situată în Insula Mull, din Scoția. Locuitorii orașului Calgary sunt numiți "Calgarieni". Este un centru economic important, axat în special în jurul industriei petroliere în plină expansiune, în Alberta. Multe firme își au sediul central în Calgary, datorită combinației între proximitatea câmpurilor petrolifere, clima mai blândă și regimului fiscal mai relaxat.
În 1988, orașul a găzduit a XV-a ediție a Jocurilor Olimpice de iarnă.

## Colonizare
Înainte de colonizarea regiunii Calgary de către europeni, regiunea făcea parte din domeniul poporului indigen Blackfoot. În anul 1787, cartograful David Thompson petrece o iarnă lângă râul Bow. El este primul european care vizitează acest loc. În 1873, John, Glenn este primul european care se instalează în regiune.  
Locul devine, în timp, un post al Poliției Călăre de Nord-Vest (astăzi, Jandarmeria Regală Canadiană GRC). Detașamentul de poliție avea rolul de a proteja câmpiile din vest de negustorii de whisky, provenind din S.U.A. La început, este denumit Fort Brisebois, după ofițerul Ephrem-A Brisebois, de la Poliția Călăre; orașul este redenumit, mai târziu, Fort Calgary în 1876. După ce firma CP (Canadian Pacific) construiește o cale ferată în regiune și o gară de tren este construită, Calgary începe să devină un important centru comercial și agricol.   
Calgary primește oficial statutul de municipalitate în 1884 și își alege primul său primar, în persoana lui George Murdoch.

## Descoperirea petrolului
Primele zăcăminte de petrol sunt descoperite în 1902, dar abia în 1947 industria petrolieră devine cu adevărat importantă, atunci când enorme rezerve de petrol sunt descoperite. Economia orașului cunoaște un avânt deosebit când prețul petrolului crește brusc, în perioada embargoului petrolier al țărilor arabe. Astfel populația orașului crește cu 254.000 de locuitori în 17 ani, ajungând la 657.000 locuitori în 1988. În următorii 18 ani, se adaugă 335.000 de locuitori, ajungând astfel, în 2006, la 992.000 locuitori. În această perioadă de expansiune, sunt construiți zgârie-nori în centrul orașului, într-un timp relativ scurt.

## Geografie și climă
Orașul este amplasat la confluența râului Bow și a râului Elbow; de aici, Calgary se extinde în toate direcțiile. Regiunea orașului este deluroasă. Râul cel mai mare, Bow, curge din vest spre sud și mărginește centrul orașului în partea de nord. Pe când râul mai mic, Elbow, intră dinspre sudul orașului și confluează cu primul la est de centru. 
În 2001, 6.160 de români locuiau în Calgary.

## Personalități

### Persoane născute aici
- Elisha Cuthbert (n. 1982), actriță;
- Ted Cruz (n. 1970), politician;
- Erica Durance (n. 1978), actriță;
- Theo de Raadt (n. 1968), specialist în software;
- Kiesza (n. 1989), cântăreață, dansatoare;
- Paul Gross (n. 1959), actor;
- James Gosling (n. 1955), informatician;
- Owen Hart (1965-1999), wrestler;
- Bret Hart (n. 1957), wrestler;
- Owen Hargreaves (n. 1981), fotbalist;
- Nancy Huston (n. 1953), scriitoare;
- Tyson Kidd (n. 1980), wrestler;
- Jessica Parker Kennedy (n. 1984), actriță;
- Cory Monteith (1982-2013), actor, cântăreț;
- Todd McFarlane (n. 1961), creator de benzi desenate;
- Jinder Mahal (n. 1986), wrestler;
- Natalya Neidhart (n. 1982), wrestler-ă;
- Issey Nakajima-Farran (n. 1984), fotbalist;
- Davey Boy Smith Jr. (n. 1985), wrestler.

### Persoane al căror nume este legat de Calgary
- Feist (n. 1976), cântăreață;
- Stephen Harper (n. 1959), politician;
- Lobsang Rampa (1910-1981), scriitor mistic;
- Robert Thirsk (n. 1953), astronaut.